# Епархия Рафаэлы
Епархия Рафаэлы (лат. Dioecesis Raphaëliensis) — епархия Римско-католической церкви с центром в городе Рафаэла, Аргентина. Епархия Рафаэлы входит в митрополию Санта-Фе-де-ла-Вера-Крус. Кафедральным собором епархии Рафаэлы является церковь святого Рафаила.

## История
10 апреля 1961 года Папа Римский Иоанн XXIII издал буллу «Cum Venerabilis», которой учредил епархию Рафаэлы, выделив её из архиепархии Санта-Фе (сегодня — архиепархия Санта-Фе-де-ла-Вера-Крус) и епархии Реконкисты.

## Ординарии епархии
- епископ Vicente Faustino Zazpe (12.06.1961 — 3.08.1968), назначен архиепископом-коадъютором Санта-Фе;
- епископ Antonio Alfredo Brasca (30.12.1968 — 26.06.1976);
- епископ Alcides Jorge Pedro Casaretto (28.12.1976 — 14.03.1983), назначен епископом-коадъютором Сан-Исидро;
- епископ Héctor Gabino Romero (7.01.1984 — 23.05.1999);
- епископ Carlos María Franzini (29.04.2000 — 10.11.2012), назначен архиепископом Мендосы;
- епископ Luis Alberto Fernández Alara (с 10 сентября 2013 года).